# Nana-Bakassa
Nana-Bakassa är en subprefektur i Centralafrikanska republiken.   Den ligger i prefekturen Ouham, i den västra delen av landet, 300 km norr om huvudstaden Bangui.
I omgivningarna runt Nana-Bakassa växer huvudsakligen savannskog. Runt Nana-Bakassa är det glesbefolkat, med 13 invånare per kvadratkilometer.